# McConnellsburg
McConnellsburg est une ville de Pennsylvanie, aux États-Unis. La population était de 1 073 au recensement de 2000. Elle est le siège du comté de Fulton.
McConnellsburg est une commune historique et a été reconnue par le Département américain de l'Intérieur en 1993, quand elle a été listée dans le Registre national des lieux historiques. Le district est composé de 144 structures qui contribuent à son caractère historique.
Sont à signaler ces nombreuses tavernes, auberges, les garages automobiles et autres structures qui existent toujours, qui comprennent le Fulton House, le palais de justice du comté de Fulton, et la cabane en rondins de Daniel McConnell.

## Source
- (en) Cet article est partiellement ou en totalité issu de l’article de Wikipédia en anglais intitulé « McConnellsburg, Pennsylvania » (voir la liste des auteurs).